# Pulvinaria salicicola
Pulvinaria salicicola är en insektsart som beskrevs av Borchsenius 1953. Pulvinaria salicicola ingår i släktet Pulvinaria och familjen skålsköldlöss. Inga underarter finns listade i Catalogue of Life.